# Силиконовая смазка

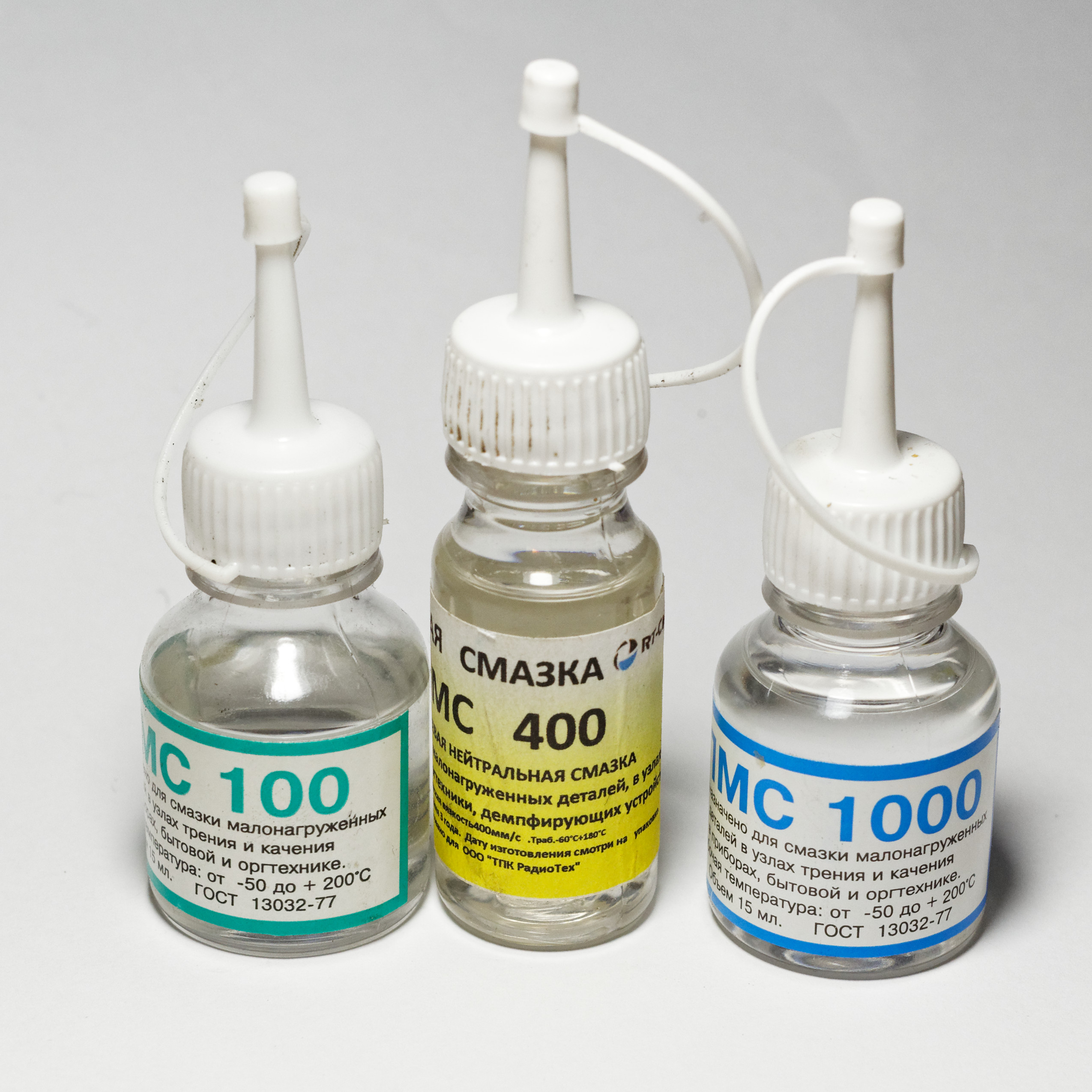
Силиконовые масла (смазки) ПМС с нормированной вязкостью 100, 400 и 1000 сСт

Силиконовая смазка — водонепроницаемая смазка, изготовленная посредством комбинирования силиконового масла с загустителем. Белая полупрозрачная вязкая паста с точной зависимостью свойств от вида и соотношения компонентов.

## Использование в промышленности
Силиконовая смазка обычно используется для смазывания и сохранения резиновых частей, таких как уплотнительные кольца. Кроме того, силиконовая смазка не разрыхляет и не смягчает резину (эти проблемы могут иметь место со смазками на основе углеводородов). Она функционирует также как предохранитель от коррозии и смазка для деталей, которые требуют покрытия толстым слоем, например в рабочем механизме винтовки M1 Garand.
Теплопроводная паста часто состоит из силиконовой смазки как базы с добавлением теплопроводящих наполнителей. Она используется для переноса тепла, выделяемого при работе электронных компонентов.
Силиконовая смазка также широко используется в сантехнике, в печатном деле, а также в стоматологическом оборудовании. В электрической промышленности силиконовая смазка применяется в угольниках, которые должны выдерживать высокие температуры.
Силиконовая смазка, как правило имеет диапазон эксплуатационных температур от −40 до +250 °C.

## Использование в химических лабораториях
Силиконовая смазка широко используется в качестве временной герметизации и смазки соединений лабораторной посуды, как правило в смеси с толчёным стеклом.
Хотя предполагается, что силиконы, как правило, химически инертны, несколько исторически значимых соединений получилось в результате непреднамеренных реакций с ними: например, первая соль краун-эфиров (OSi (CH3)2) n (n = 6, 7) была изготовлена в результате реакции при контактах литийорганических и органофосфатных соединений с силиконовой смазкой.
Часто используется в авиации.

## Применение в быту
Силиконовая смазка часто находит применение в быту для смазки замков, петель, малонагруженных редукторов (например, в принтерах).
Энтузиасты могут использовать её для смазки механизмов авторучки, предохранения уплотнительных колец фонариков, для герметизации водонепроницаемых часов или уплотнения механизмов пневматической винтовки. В зимнее время применяется для смазки резиновых уплотнителей на дверях автомобилей для того, чтоб предотвратить примерзание уплотнителей к дверям.
Силиконовая смазка также широко используются в дистанционно управляемых моделях, особенно плавающих.